# Umm al Ahrar
Umm al Ahrar (arabe : أم الأحرار) est une oasis et une ville située au sud-ouest de la Libye.

## Géographie
Umm al Ahrar est située dans le Fezzan, à environ soixante-dix kilomètres au nord-est de Sebha et de l'oasis d'Hagiara.

## Climat
Umm al Ahrar possède un climat désertique chaud (classification de Köppen BWh). Au cours de l'année, il n'y a pratiquement aucune précipitation.